# Canal voméro-rostral
Le canal voméro-rostral ou canal sphéno-vomérien médian  est un canal osseux de la base externe du crâne entre l'os sphénoïde et le vomer. 

## Structure
Le canal voméro-rostral est constitué par la crête sphénoïdale inférieure, le rostre sphénoïdal et le sillon entre les deux ailes du vomer. Il donne passage à des veines. 